# Mrozy (gromada)
Mrozy – dawna gromada, czyli najmniejsza jednostka podziału terytorialnego Polskiej Rzeczypospolitej Ludowej w latach 1954–1972.
Gromady, z gromadzkimi radami narodowymi (GRN) jako organami władzy najniższego stopnia na wsi, funkcjonowały od reformy reorganizującej administrację wiejską przeprowadzonej jesienią 1954 do momentu ich zniesienia z dniem 1 stycznia 1973, tym samym wypierając organizację gminną w latach 1954–1972.
Gromadę Mrozy z siedzibą GRN w Mrozach (wówczas wsi) utworzono – jako jedną z 8759 gromad na obszarze Polski – w powiecie mińskim w woj. warszawskim, na mocy uchwały nr VI/10/7/54 WRN w Warszawie z dnia 5 października 1954. W skład jednostki weszły obszary dotychczasowych gromad Gójszcz, Kruki, Mrozy, Rudka, Wola Kałuska i Wola-Paprotnia oraz kolonie Mrozy Południowe "A", Mrozy Południowe "B", Mrozy Południowe "C", Mrozy Południowe "D", Mrozy Południowe "E", Rytwin, Wyżyśle i Tartak z dotychczasowej gromady Wola Rafałowska ze zniesionej gminy Kuflew w tymże powiecie. Dla gromady ustalono 26 członków gromadzkiej rady narodowej.
31 grudnia 1961 do gromady Mrozy włączono obszar zniesionej gromady Wola Rafałowska w tymże powiecie.
1 stycznia 1969 do gromady Mrozy włączono obszar zniesionej gromady Grodzisk w tymże powiecie.
Gromada przetrwała do końca 1972 roku, czyli do kolejnej reformy gminnej. 1 stycznia 1973 w powiecie mińskim utworzono gminę Mrozy.